# Maria Warchoł-Sobiesiak
Maria Warchoł-Sobiesiak – polska pianistka, publicystka i pedagog, profesor nadzwyczajny Uniwersytetu Śląskiego. 
Ukończyła Państwową Szkołę Muzyczną I i II stopnia w Rybniku w klasie Karola Szafranka oraz Akademię Muzyczną w Katowicach w klasie prof. Marii Smyczyńskiej. Uczestniczyła w Międzynarodowych Kursach Pianistycznych w Weimarze (1969, 1970) w klasie Tatiany Krawczenko (asystentki Lwa Oborina) i Istvana Antala, a także w Pradze (1978, 1980, 1983, 1984) pod kierunkiem Frantiska Raucha. Jej przewody artystyczne (I i II stopnia) przeprowadzone zostały na Wydziale Instrumentalnym Akademii Muzycznej w Katowicach. 
Zasiada w jury m.in. Międzynarodowego Konkursu Pianistycznego w Koszycach (Słowacja) i Ogólnopolskiego Konkursu Pianistycznego im. Ignacego Jana Paderewskiego w Kartuzach. Jest ekspertem Ministra Edukacji Narodowej. Od 1999 uczestniczy jako wykładowca w Letnich Kursach Pianistycznych (Olsztyn, Augustów, Gorlice i Szczecinek). Od 20 lat kieruje sekcją fortepianu Państwowej Szkoły Muzycznej I i II st. im. K. i A. Szafranków w Rybniku.
Uczestniczy w ogólnopolskich i międzynarodowych konferencjach naukowych, wygłaszając referaty związane z dydaktyką fortepianową. Jej uczniowie zdobywają czołowe nagrody na konkursach i przesłuchaniach zarówno w Polsce, jak i za granicą. Występowali we Francji, Wielkiej Brytanii, Niemczech, Czechach i na Słowacji, a także nagrywali dla radia i telewizji. 

## Nagrody i odznaczenia
- Złoty Krzyż Zasługi (1992);
- Złota Odznaka "Zasłużony dla Uniwersytetu Śląskiego" (2002);
- Nagrody indywidualne Rektora Uniwersytetu Śląskiego – za całokształt działalności (1983) oraz za działalność naukowo-badawczą (1999);
- Nagrody indywidualne Dyrektora Centrum Edukacji Artystycznej za szczególny wkład w rozwój edukacji artystycznej w Polsce (II stopnia – 2000, I stopnia – 1996 i 2003).